# كيث إنغهام
كيث إنغهام (بالإنجليزية: Keith Ingham)‏ هو عازف بيانو بريطاني، ولد في 5 فبراير 1942 في لندن في المملكة المتحدة.

## وصلات خارجية
- كيث إنغهام على موقع ميوزك برينز (الإنجليزية)
- كيث إنغهام على موقع أول ميوزيك (الإنجليزية)
- كيث إنغهام على موقع ديسكوغز (الإنجليزية)